# ハムストリング

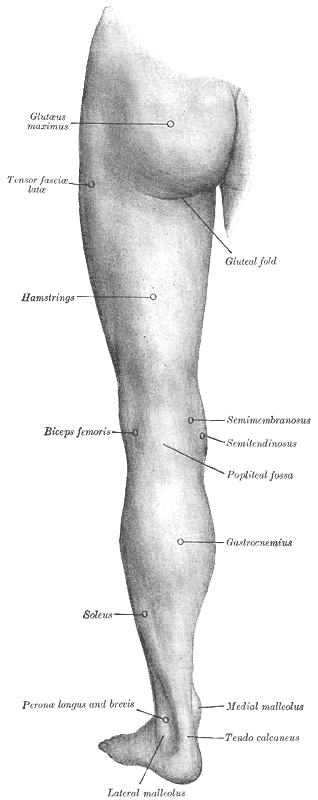

ハムストリング（hamstring）とは、人間の下肢後面を作る筋肉の総称。ハムストリングとは「もも肉のひも」という原意である。これはハムを作るときに豚などのもも肉をぶらさげるために、これらの筋の腱が使われたことに由来している。

## 解説
大腿二頭筋、半膜様筋、半腱様筋の3つの大腿後面にある筋（この他に大内転筋を含むこともある）を合わせてハムストリングという。この言葉はスポーツに関して特によく使われ、下肢の動き作りや運動能力に大きく影響する部分であるとされている。しかしトレーニングが難しく、反面肉離れなどの故障を起こしやすく、一度故障すると癖になってしまう場所として知られている。